# Porta Asinaria
La Porta Asinaria est une porte du mur d'Aurélien à Rome construite vers 270. Située entre la Porta Metronia et la Porta Maggiore, elle est proche de la Porta San Giovanni dont la construction datant de 1574 provoqua sa fermeture définitive.

## Histoire
Cette porte est constituée d'un seul arc et flanquée de deux tours cylindriques, hautes d'une vingtaine de mètres, et de deux tours quadrangulaires, ce qui est une exception parmi les 18/19 portes de Rome. Elle fut transformée une cinquantaine d'années plus tard sous le règne de l'empereur Maxence puis restaurée une nouvelle fois vers 401-402 sous le règne de l'empereur Flavius Honorius. Au terme de ces améliorations, la porte devint une véritable citadelle défensive de la partie sud de Rome.
Cependant cette porte devint célèbre pour avoir été laissée ouverte lors du saccage de Rome par les Goths de Totila le 17 décembre 546.[réf. nécessaire] Cette situation s'était déjà présentée, en 537, lorsque le pape Silvère laissa Rome ville ouverte, via la Porta Asinaria, devant le siège fait par les Goths, ce qui entraîna par la suite sa déposition pour trahison.
En 1084, l'empereur Henri IV du Saint-Empire et l'antipape Guibert de Ravenne entrèrent dans Rome pour déposer le pape légitime Grégoire VII par cette même porte. Robert Guiscard, de retour du sud de l'Italie entra à son tour dans la ville avec 36 000 hommes par la Porte Asinaria pour mettre en fuite Henri IV et l'antipape qui se réfugia alors à Salerne. Durant trois jours toute la zone du Latran fut alors mise à sac par les troupes.
En 1574, avec la restructuration du quartier du Latran, et l'ouverture par le pape Grégoire XIII de la Porta San Giovanni, la porte Asinaria fut définitivement fermée.

## Vie de quartier

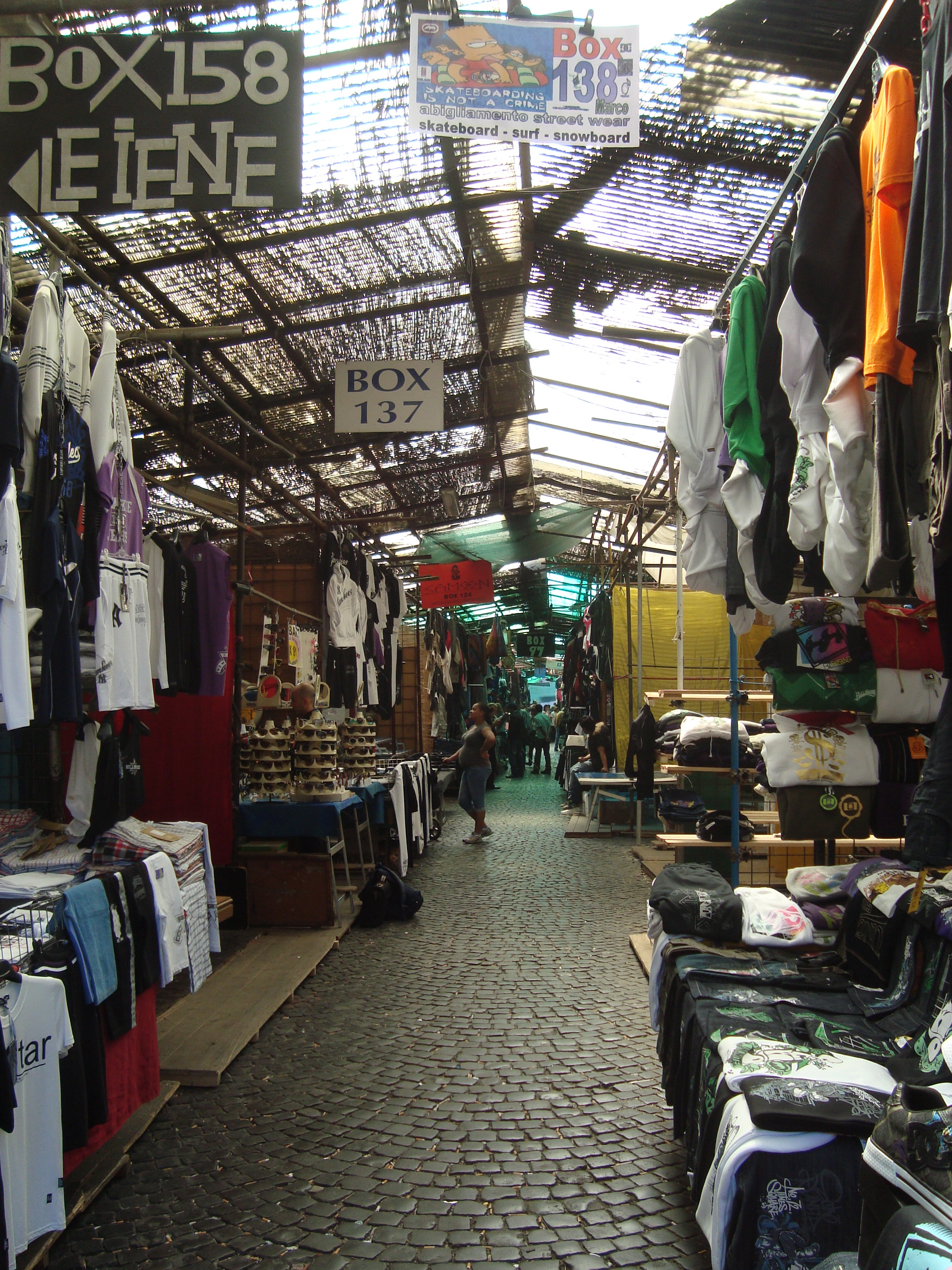
Vue du marché de via Sannio

À proximité, entre la porta San Giovanni et la porta Asinaria se trouve un célèbre marché romain de vêtements et de frippes sur la via Sannio, présent quotidiennement tous les matins sauf le dimanche.